# Nicola Weiss
Nicola Weiss (* 12. August 1994) ist ein ehemaliger österreichischer Fußballspieler.

## Karriere
Weiss begann seine Karriere beim FC Höchst. Zur Saison 2008/09 kam er in die AKA Vorarlberg, in der er bis 2011 spielte. Zur Saison 2011/12 kehrte er zu seinem viertklassigen Stammklub Höchst zurück. Für Höchst kam er in der Saison 2011/12 zu 28 Einsätzen in der Vorarlbergliga, in denen er viermal traf. Zur Saison 2012/13 wechselte er zu den drittklassigen Amateuren des Zweitligisten SCR Altach. Noch bevor er allerdings sein erstes Spiel für die Amateure machte, debütierte der Flügelstürmer im Juli 2012 gegen den SV Grödig für die Profis in der zweiten Liga. Im August 2012 kam er noch ein zweites und letztes Mal für die Altacher Profis zum Zug. In zwei Spielzeiten bei den Amateuren absolviert er 57 Partien in der Regionalliga und machte dabei vier Tore.
Zur Saison 2014/15 kehrte Weiss wieder nach Höchst zurück, wo er aber fortan nur noch für die Reserve in der achthöchsten Spielklasse spielte. Mit Höchst II stieg er zu Saisonende in die siebte Liga auf. Nach 27 Einsätzen für Höchst 1b beendete er nach der Saison 2015/16 seine Karriere im Alter von 21 Jahren.